# Ga Thung Song Hong
Ga Thung Song Hong (tiếng Thái: สถานีทุ่งสองห้อง) là một nhà ga ở quận Lak Si, Bangkok. Nằm trên Tuyến SRT Đỏ Đậm.

## Lịch sử

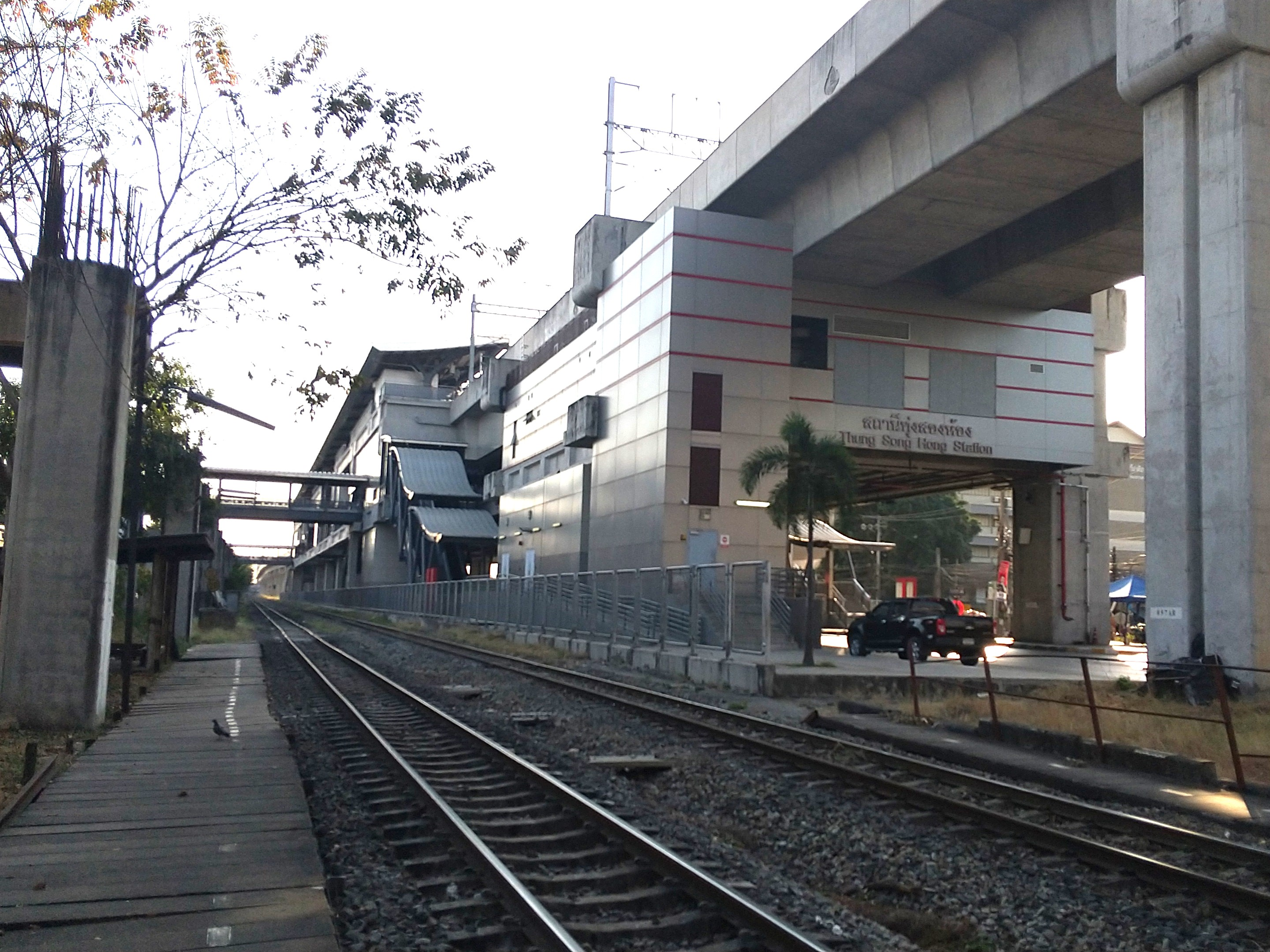
Nhà ga cũ nằm ở dưới tầng trệt cạnh nhà ga mới

Thung Song Hong là một điểm dừng của Tuyến Bắc và Tuyến Đông Bắc thuộc Đường sắt quốc gia Thái Lan. Nhà ga mới trên cao được xây dựng và mở cửa ngày 2 tháng 8 năm 2021 cùng với sự mở cửa của Tuyến SRT Đỏ Đậm. Trạm dừng Thung Song Hong đóng cửa ngày 19 tháng 1 năm 2023 sau khi các dịch vụ mở cửa tuyến ở trên cao.